# 恵比寿屋庄七
恵比寿屋 庄七（えびすや しょうしち、生没年不詳）とは江戸時代から明治時代にかけての江戸の地本問屋。

## 来歴
錦昇堂と号す。熊谷氏。幕末から明治期に照降町北側、小船町3丁目政治郎地借において地本問屋を営業している。歌川広重の美人画、3代目歌川豊国の役者絵、河鍋暁斎の錦絵を出版している。嘉永5年（1852年）4月に川口正蔵より本組株を譲り受けている。

## 作品
- 歌川広重『立斎草筆画譜』4編 絵手本 嘉永元年（1848年）‐嘉永4年（1851年）
- 3代目歌川豊国 『小幡小平次芝居絵』 大判3枚続 嘉永6年（1853年）
- 歌川広重 『伊勢参宮略図』 大判3枚続 安政2年（1855年）
- 3代目歌川豊国 『梅暦見立八勝人』 大判8枚揃 安政6年（1859年）
- 歌川国貞 『役者大首絵』 大判揃物 万延元年（1860年）‐文久3年（1863年））
- 歌川国芳 『百人一首之内』
- 河鍋暁斎 『蘭人猛虎生拘図』 大判 万延1年（1860年）
- 3代目歌川豊国 『死絵 二代目望月朴清』 大判 文久1年（1861年） 国立劇場所蔵
- 3代目歌川豊国 『三世沢村宗十郎の梅の由兵衛』 大判 元治1年（1864年）
- 河鍋暁斎 『東台戦争落去之図』 大判3枚続 明治7年（1874年）